# Arethusana unicolor
Arethusana unicolor är en fjärilsart som beskrevs av Hans Rebel 1914. Arethusana unicolor ingår i släktet Arethusana och familjen praktfjärilar. Inga underarter finns listade i Catalogue of Life.